# 鳳凰衛視歐洲台
鳳凰衛視歐洲台（英語：Phoenix CNE Channel）是凤凰卫视开播的第三个频道，于伦敦时间1998年8月21日开播。该频道通过Astra 2G 通信卫星，以有線電視、寬頻電視及衛星電視形式覆盖歐洲及非洲、大洋洲等國家和地區。2009年4月1日落地日本境内区，透过日本通信卫星覆盖，由株式会社大富代理。

## 运营情况
凤凰卫视欧洲台前身为“欧洲东方中文电视”（CNE），与Sky Soap、Sky Travel和Sky Sports 3三个频道在一个物理信道内分时段播出，CNE的播出时间为英国时间凌晨；除自办节目外，CNE还额外录制中国大陆央视和香港亚视的节目播出。之後CNE被鳳凰衛視購入其股份，隨即進行改組，1998年8月21日，凤凰卫视欧洲台开播。
由于频道总部位于英国（当地机构负责插播当地节目），因此频道除播出中文台节目外（亦会播出资讯台部分节目），亦会按照当地广播监管部门的规定制作本地制作的节目，并播出当地机构所提供的广告，主要本地节目包括《歐華新幹線》、《財經廣角》、《中国法国五十年》、《中歐40載》等。
由于考虑到落地澳大利亚和日本境内区，故电视荧屏橙黄色台标旁原标注“欧洲台”字样后已去除，在当地同样也会由当地机构负责插播当地节目和广告，日本播出版其节目预告同样也会在CCTV大富频道广告时段内出现，由大富公司另行制作，通常对外呼号“凤凰卫视518频道”。

## 鳳凰衛視歐洲台殊榮
2004年英國伯樂獎之傑出媒體
2006年英國伯樂獎之文化聯系與交流促進獎
美國新聞周刊高度讚揚了鳳凰衛視對紐約911恐怖襲擊快速權威的報道與客觀全面的分析。
英國BBC倫敦總部肯定了鳳凰衛視對於構建東西方文化交流橋梁所作出的努力與貢獻。
2017年首屆海帆獎10大傑出案例